# Protevangelium (Weissagung)

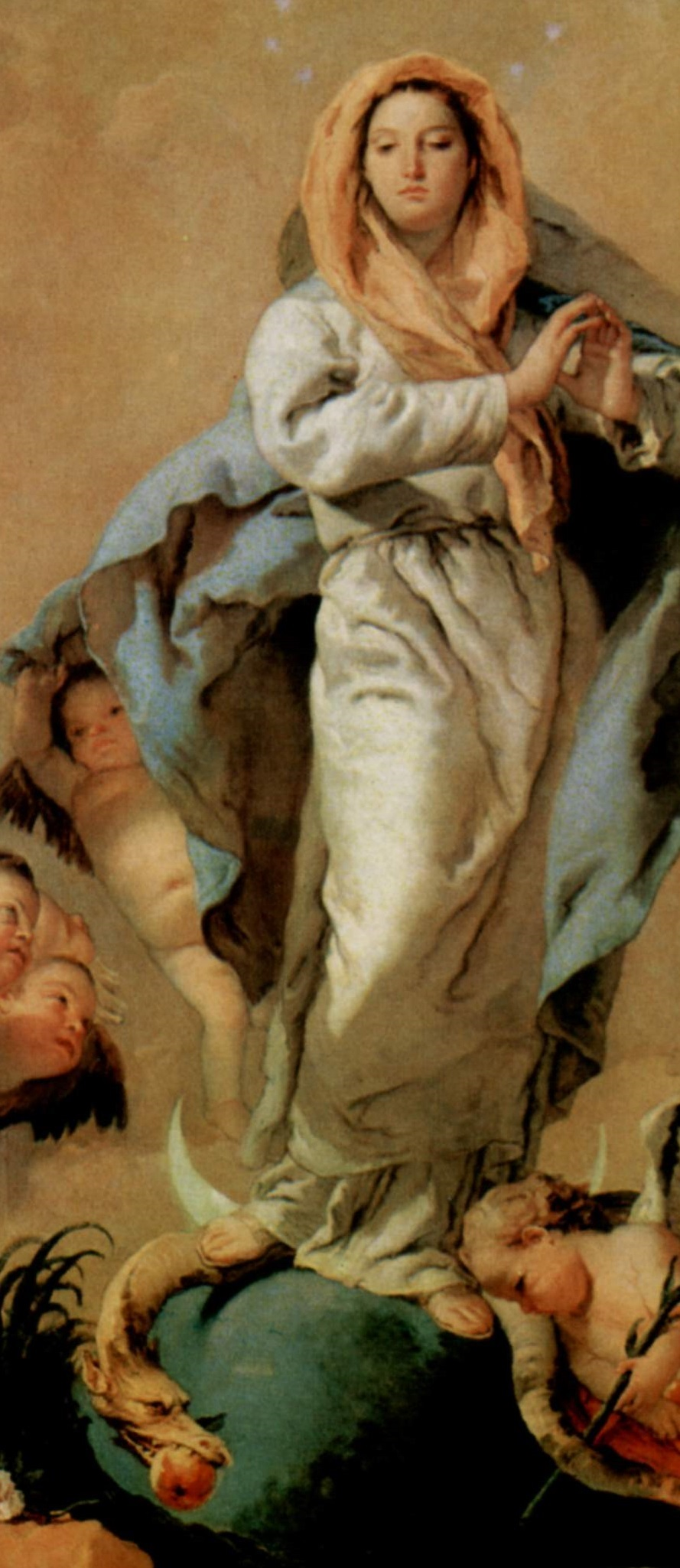
Maria zertritt die Paradiesesschlange (Giovanni Battista Tiepolo 1767)

Der Ausdruck Protevangelium (auch Protoevangelium; von altgriechisch πρῶτος εύαγγέλιον prōtos eu-angelion ‚Erste Gute Nachricht‘, ‚Anfängliche Frohe Botschaft‘, ‚Vorevangelium‘) bezeichnet die christliche Allegorese, wonach die biblische Verfluchung der Schlange die erste Weissagung über den Messias sei:

„Feindschaft setze ich zwischen dich und die Frau, zwischen deinen Nachwuchs und ihren Nachwuchs. Er trifft dich am Kopf und du triffst ihn an der Ferse.“

Seit Irenäus von Lyon (135–202) wird diese Weissagung auf Christus bzw. Maria bezogen: „Er wurde von Maria geboren.“ (Irenäus)
Demnach stehe die Nachkommenschaft der Frau (Eva) in stetem Kampf mit der Nachkommenschaft der Schlange (Satan), bis der bestimmte als Sohn der Jungfrau gedeutete Nachkomme die Schlange vernichten und ihr Haupt zertreten werde.
Diese Vorstellung fand Eingang sowohl in die katholische als auch evangelische Kirche. Dabei war katholischerseits die Vulgata-Fassung wirksam, die lautet: „Ipsa [mulier] conteret caput tuum“ – „Sie [die Frau] wird dir den Kopf zertreten“, was die Eva-Maria-Typologie begünstigte.

„Die Bücher des Alten Testamentes […], so wie sie in der Kirche gelesen und im Licht der weiteren und vollen Offenbarung verstanden werden, bieten Schritt für Schritt deutlicher die Gestalt der Frau dar, der Mutter des Erlösers. Sie ist in diesem Licht schon prophetisch in der Verheißung vom Sieg über die Schlange, die den in die Sünde gefallenen Stammeltern gegeben wurde (vgl. Gen 3,15), schattenhaft angedeutet.“

Zahlreiche Gesänge greifen das Motiv auf: „Bricht den Kopf der alten Schlangen / Und zerstört der Höllen Reich“ (Paul Gerhardt) oder „Tritt der Schlange Kopf entzwei, / Daß ich, aller Ängste frei“ (Heinrich Held).
Abseits der Überlieferung – „Nach einer alten Überlieferung ist der Sinn der Schrift ein doppelter: der wörtliche Sinn und der geistliche Sinn.“ (Libreria Editrice Vaticana ) – wurde die Vorstellung eines Protevangeliums weitgehend aufgegeben. Der Spruch beziehe sich keineswegs auf ein individuell in Erscheinung tretendes Individuum, sondern sei – als Nachkommenschaft beider Parteien – kollektiv gemeint. Zudem handle es sich formgeschichtlich mitnichten um eine Verheißung, vielmehr stehe das Wort innerhalb einer Reihe von Straf- und Fluchsprüchen.
Doch trotz der in großen Teilen der akademischen Literatur vertretenen Ablehnung bleibt die allegorische Auslegung von Gen 3,15 auf den kommenden Messias und somit auf Jesus Christus überlieferungsgeschichtlich wirksam. Die Ausleger Franz Delitzsch und C. H. Mackintosh sind Beispiele dafür. Die innerbiblische Argumentation für diese Position verweist ebenso auf den zweiten Teil des Verses, der in enger Verbindung mit Jesaja 53  steht, dass 'der Nachkomme' einen tödlichen Preis für seinen Sieg über die Schlange zahlen muss. Unverkennbar ist dies ein Verweis auf den Tod von Jesus Christus am Kreuz von Golgatha zur Sühne der Menschen. Römer 5  und Philipper 2  teilen diese Auffassung der Selbsthingabe des Sohnes, um damit die Verderbensmächte zu überwinden.
Eine vermittelnde Position erkennt einerseits an, dass die Rede vom „Nachwuchs“ (hebr. eigentl.: „Samen“) der Frau kollektiv gemeint ist und sich im Kontext von Genesis 3 nicht auf Jesus Christus bzw. den Messias bezieht. Andererseits erkennt eine solche Position ebenso an, dass sich das Verständnis als Protevangelium auf Elemente des Textes stützen kann, so dass der Vers, „wenn er aus seinem Kontext isoliert und mit anderen biblischen Aussagen verbunden wird“, als Bild des Sieges Christi über die in der Schlange dargestellte Macht des Bösen verstanden werden kann. Dem Bild ist im gesamtbiblischen Horizont eine eigene Evidenz zuzugestehen, auch wenn sich diese nicht aus einer philologisch-literarischen Exegese des Textes ergibt.